# 마르셀리노 볼리바르
호세 마르셀리노 볼리바르(영어: José Marcelino Bolívar, 1964년 7월 14일~)는 베네수엘라의 전직 권투 선수이다. 1984년 하계 올림픽 남자 라이트플라이급 종목에서 동메달을 획득했고 1989년에 프로로 전향하여 1994년까지 활동했다.